# Dachi Papunashvili
Pas d'image ? Cliquez ici

a Compétitions nationales et continentales officielles uniquement.

b Matchs officiels uniquement.
Dernière mise à jour le 31 juillet 2025.
Dachi Papunashvili (en géorgien :  დაჩი პაპუნაშვილი), né le 20 octobre 2001 en Géorgie, est un joueur international géorgien de rugby à XV, évoluant aux postes d'arrière ou d'ailier au Stade aurillacois en Pro D2.

## Biographie
Dachi Papunashvili naît le 20 octobre 2001 en Géorgie. Il est formé à la pratique du rugby à XV au RC Armia, club évoluant en Didi 10, le Championnat de Géorgie.
En 2019, il rejoint l'équipe de Géorgie des moins de 18 ans pour le Championnat d'Europe à Kaliningrad, en Russie. La Géorgie s'impose en finale face à l'Espagne (20-10). La même année, il participe au Championnat du monde junior en Argentine avec l'équipe de Géorgie des moins de 20 ans, disputant quatre matchs. Titularisé face à l'Écosse au poste d'arrière, à l'âge de 17 ans et 234 jours, il devient le plus jeune joueur à disputer la compétition. Peu après la compétition, au début de la saison 2019-2020, il signe en France au Stade aurillacois. 
À l'aube de la saison 2020-2021, Papunashvili intègre l'équipe espoirs du Stade aurillacois. Principalement aligné à l'aile, il peut également évoluer au centre ou à l'arrière.
Lors de la saison 2021-2022, Papunashvili remporte le titre de champion de France espoirs avec le Stade aurillacois, étant titularisé à l'aile lors de la victoire en finale face au Stade toulousain (37-26). Au cours de la saison, il signe un contrat espoir de deux ans en février 2022.
Intégré à l'effectif professionnel du Stade aurillacois durant la saison 2022-2023, il fait ses débuts en équipe première le 21 octobre 2022 face à l'US Carcassonne en Pro D2, au poste d'ailier. Il est l'un des six champions de France espoirs convoqués ce jour-là.
Lors de la saison 2023-2024, Papunashvili dispute son deuxième match avec l'équipe première, au stade Jean-Alric face au RC Vannes. Il participe à six rencontres, toutes comme titulaire, pour sa première saison complète avec les professionnels. En fin de saison, il signe un contrat de trois ans avec le Stade aurillacois, et obtient le statut JIFF, soit joueurs issus des filières de formation.
En 2024-2025, il s'affirme comme un élément clé du Stade aurillacois, et engrange du temps de jeu après les départs d'Anderson Neisen et Jules Margarit. À l'automne 2024, il est convoqué pour la première fois en équipe de Géorgie. Il honore sa première sélection le 1er février 2025 comme arrière titulaire lors du Championnat d'Europe face à la Suisse, remporté par la Géorgie sur le score historique de 110 à 0. Papunashvili est aligné à l'arrière et permute avec Davit Niniashvili à l'ouverture en cours de match. Avec son club, il dispute 15 matchs alors que le club lutte pour éviter la relégation en Nationale. Le Stade aurillacois se maintient grâce à une victoire lors du barrage d'accession sur le terrain du SO Chambéry.

## Style de jeu
Dachi Papunashvili, joueur polyvalent capable d'évoluer à l'aile, à l'arrière voire au centre, est également reconnu pour sa fiabilité en tant que buteur, même à longue distance.

## Statistiques en équipe nationale
Dachi Papunashvili compte 5 capes, dont 3 en tant que titulaire, en équipe de Géorgie depuis sa première sélection le 1er février 2025 contre l'équipe de Suisse. Il inscrit 12 points, soit 6 transformations.

## Palmarès

### En club
- Vainqueur du Championnat de France espoirs en 2022 avec le Stade aurillacois.

### En équipe nationale
- Vainqueur du Championnat d'Europe en 2019 avec l'équipe de Géorgie des moins de 18 ans.
- Vainqueur du Championnat d'Europe en 2025 avec l'équipe de Géorgie.